# 法福寺 (各務原市)
法福寺（ほうふくじ）は岐阜県各務原市各務車洞にある大日如来を本尊とする高野山真言宗の寺院で、山号は美濃高野山。美濃新四国23番札所。
昭和48年（1973年）に現在地に建立された。本尊の大日如来の他に、毘沙門天、弘法大師ならびに不動明王を祀る。境内には食事処と画廊を兼ねた風庵が設けられている。